# Ernst Katzer
Traugott Ernst Katzer (* 19. Mai 1839 in Lauenstein; † 20. Oktober 1921 in Oberlößnitz) war ein deutscher Pastor, sächsischer Kirchenrat und Publizist.

## Leben und Wirken
Katzer war eines von vier Kindern des Gerichtsdirektors in Lauenstein, Johann Traugott Katzer (1801/02–1849), der als Abgeordneter der 2. Kammer des Außerordentlichen Landtags 1848 angehörte.
Er besuchte von 1854 bis 1859 das Gymnasium in Bautzen, dann studierte er bis 1863 in Leipzig Theologie, wobei er besonders von dem Logiker und Philosophen Drobisch beeinflusst wurde. Dort wurde er auch Mitglied der Lausitzer Predigergesellschaft.
Er begann seine Berufslaufbahn als Lehrer am Dresdner Marquardt’schen Privatinstitut, wechselte dann 1865 als Hospitalprediger nach Pirna, womit die Funktion als Schlossprediger in Zehista verbunden war. 1869 wurde er Diakon an der Pirnaer Marienkirche und 1874 Archidiakon und Pfarrer in der Heilanstalt Sonnenstein. 1877 wurde er in Leipzig promoviert.
Von 1886 bis 1909 war Katzer Primarius der Löbauer Nikolaikirche. Während dieser Zeit begründete er mit anderen 1887 den Oberlausitzer Zweigverein des Evangelischen Bundes, den ersten Zweigverein innerhalb Sachsens. Zwischen 1889 und 1921 gehörte er dem Vorstand dessen sächsischen Landesvereins an, ab 1914 als Ehrenvorstand, und war von 1890 bis 1909 der Vorsitzende der Löbauer Ortsgruppe. Ebenfalls 1887 übernahm er auch die Leitung des Löbauer Zweigvereins der Gustav-Adolf-Stiftung, die er bis 1909 innehatte.
Ab 1894 war Katzer Mitglied des Autorenstamms des Neuen Sächsischen Kirchenblatts. Mit Das evangelisch-lutherische Kirchenwesen der sächsischen Oberlausitz gelang ihm 1896 die erste Gesamtdarstellung der kirchlichen Verfassungsstruktur in der Oberlausitz.
Von 1901 bis zu seiner Pensionierung 1909 war er Mitglied der sächsischen Landessynode. 1908 ehrte ihn die Universität Leipzig durch die Ernennung zum Dr. theol. h. c.; 1909 erfolgte noch die Ernennung zum Kirchenrat, dann setzte sich Katzer in der Oberlößnitz zur Ruhe.
Danach widmete er sich publizistisch „dem Spannungsfeld zwischen Kirche und Schule, bis er in der geistesgeschichtlichen Deutung des Ersten Weltkriegs ein neues Thema fand.“ Zudem war er von 1913 bis 1920 Mitarbeiter bei der Zeitschrift Deutsch-Evangelisch.

## Rezeption
„Durch seine hohe Sachkenntnis und publizistische Breitenwirkung kann K. [d. i. Katzer] für die Zeit des Übergangs vom 19. zum 20. Jahrhundert als einer der wichtigsten und eigenständigsten Vermittler des Neukantianismus für den sächsischen theologischen Liberalismus angesehen werden.“

## Schriften
- Der moralische Gottesbeweis nach Kant und Herbart. Diss. Leipzig 1877.
- Kants Lehre von der Kirche. in: Jahrbücher für protestantische Theologie 12/1886, S. 29–85, 15/1889, S. 195–225, 396–429, 553–577, 16/1890, S. 263–297.
- Das evangelisch-lutherische Kirchenwesen der sächsischen Oberlausitz. Wigand, Leipzig 1896.
- Kants Bedeutung für den Protestantismus. Leipzig 1897.
- „Salus ecclesiae suprema lex!“. Beiträge zur Reform des evangelisch-lutherischen Kirchenwesens in der sächsischen Oberlausitz. Dieterich, Leipzig 1899.
- Was ist es um die Kirchlichen Rechte der Oberlausitzer vierstädtischen Ratskollegien? Neugersdorf um 1900 (Online).
- Wie lange noch soll die kirchliche Sonderstellung der Lausitz die einheitliche Verfassung der evangelisch-lutherischen Landeskirche Sachsens hindern? In: Neues sächsisches Kirchenblatt. Bd. 13, Leipzig 1906, S. 161–168.
- Luther und Kant. Ein Beitrag zur inneren Entwicklungsgeschichte des deutschen Protestantismus. Gießen 1910.
- Grundlinien zu einer Reform des Religionsunterrichts nach evangelischen Prinzipien. Dresden 1912.
- Kants Prinzipien der Bibelauslegung. In: Kant-Studien. Band 18, Heft 1–3, Jan 1913, S. 99–128.
- Die Bedeutung des Weltkrieges für die Entwicklung des deutschen Volkscharakters! Sturm, Dresden-A. 1915.
- Reines Christentum. Die Religion der Zukunft als religionsgeschichtlicher Ertrag des Weltkrieges. A. Töpelmann, Gießen 1925.

## Auszeichnungen
Katzer erhielt folgende Auszeichnungen:
- Ehrenbürgerschaft der Stadt Löbau (27. Juni 1909)
- Albrechtsorden (Ritterkreuz I. Klasse)
- Kriegsverdienstkreuz (nach 1915)[3]